# Cantón de Avesnes-sur-Helpe-Sur
El cantón de Avesnes-sur-Helpe-Sur era una división administrativa francesa, que estaba situada en el departamento de Norte y la región de Norte-Paso de Calais.

## Composición
El cantón estaba formado por trece comunas, más una fracción de la comuna que le daba su nombre:
- Avesnelles
- Avesnes-sur-Helpe (fracción)
- Beaurepaire-sur-Sambre
- Boulogne-sur-Helpe
- Cartignies
- Étrœungt
- Floyon
- Grand-Fayt
- Haut-Lieu
- Larouillies
- Marbaix
- Petit-Fayt
- Rainsars
- Sains-du-Nord

## Supresión del cantón de Avesnes-sur-Helpe-Sur
En aplicación del Decreto nº 2014-167 de 17 de febrero de 2014, el cantón de Avesnes-sur-Helpe-Sur fue suprimido el 22 de marzo de 2015 y sus 14 comunas pasaron a formar parte; once del nuevo cantón de Avesnes-sur-Helpe y tres del nuevo cantón de Fourmies.